# Луцифераза
Луцифераза е общ термин за клас ензими оксигенази, участващи в биолуминесценцията и различни от фотопротеин. Името произлиза от името на Луцифер, означава „носещ светлина“. Типичен пример е луциферазата (ЕС 1.13.12.7) от светулка Photinus pyralis. „Луцифераза“ като лабораторен реагент често се отнася до Р. pyralis луцифераза, въпреки че рекомбинантни луциферази от няколко други видове светулки са също се ползват в лабораторната практика.

## Механизъм на действие
Химическата реакция, катализирана от луцифераза се провежда в два етапа:
луциферин + АТФ → луцуферил аденилат + PPi
луцуферил аденилат + O2 → оксилуциферин + АМФ + светлина
Светлина се излъчва, защото при реакцията се получва оксилуциферин в електронно възбудено състояние. Отделя се светлинен фотон връщането на оксилуциферин към основното състояние.
Луциферил аденилат може допълнително да участват в странична реакция с кислород, при което се образува водороден пероксид и дехидролуциферил-AMP. Около 20% от междинния аденилат ауциферил се окислява в този път.
Реакцията се катализира от бактериална луцифераза е окислителен процес:
FMNH2 + O2 + RCHO → FMN + RCOOH + H2O + светлина
В тази реакцията, редуцираният флавин мононуклеотид (ФМН, FMN) окислява алифатен алдехид с дълга верига до алифатна карбоксилна киселина. Реакцията дава възбуден междинен хидроксифлавин, който се дехидратира до флавин мононуклеотид емититайки синьо-зелена светлина.
Почти цялата енергия в реакцията се превръща в светлина. Реакцията е 80% до 90% ефективна. Като сравнение, електрическата крушка конвертира само около 10% от своята енергия в светлина.
Луциферазата от светулка генерира светлина от луциферин в многоетапен процес. Първо, D-луциферин се редуцира от MgATP до луциферил аденилат и пирофосфат. След активиране на АТР, луциферил аденилатът се окислява с молекулен кислород (O2), като се образува диоксетнонов пръстен. Реакция на декарбоксилиране образува възбудено състояние на оксилуциферин, които таумеризира между кето-енолна формата. Накрая се излъчва светлина като оксилуциферин се връща към основното състояние.